# Lee Eun-hee
Lee Eun-hee (kor. 이은희 ;ur. 10 marca 1979) – południowokoreańska judoczka. Olimpijka z Aten 2004, gdzie odpadła w eliminacjach w wadze półlekkiej.
Złota medalistka igrzysk azjatyckich w 2002. Trzecia na igrzyskach Azji Wschodniej w 2001. Mistrzyni Azji w 2004; trzecia w 2007 roku.

## Letnie Igrzyska Olimpijskie 2004
| Konkurencja | Rundy eliminacyjne     | Repasaże              | Klas. końcowa |
| Konkurencja | Przeciwnik I           | Przeciwnik I          | Miejsce       |
| ----------- | ---------------------- | --------------------- | ------------- |
| 52 kg       | Amarilis Savón (CUB) P | Sanna Askelöf (SWE) P | 2 runda.      |